# Krysty Wilson-Cairns
Krysy Wilson-Cairns (Escócia, 1988) é uma roteirista e quadrinista escocesa.